# Trung tâm văn hóa châu Âu ở Krakow

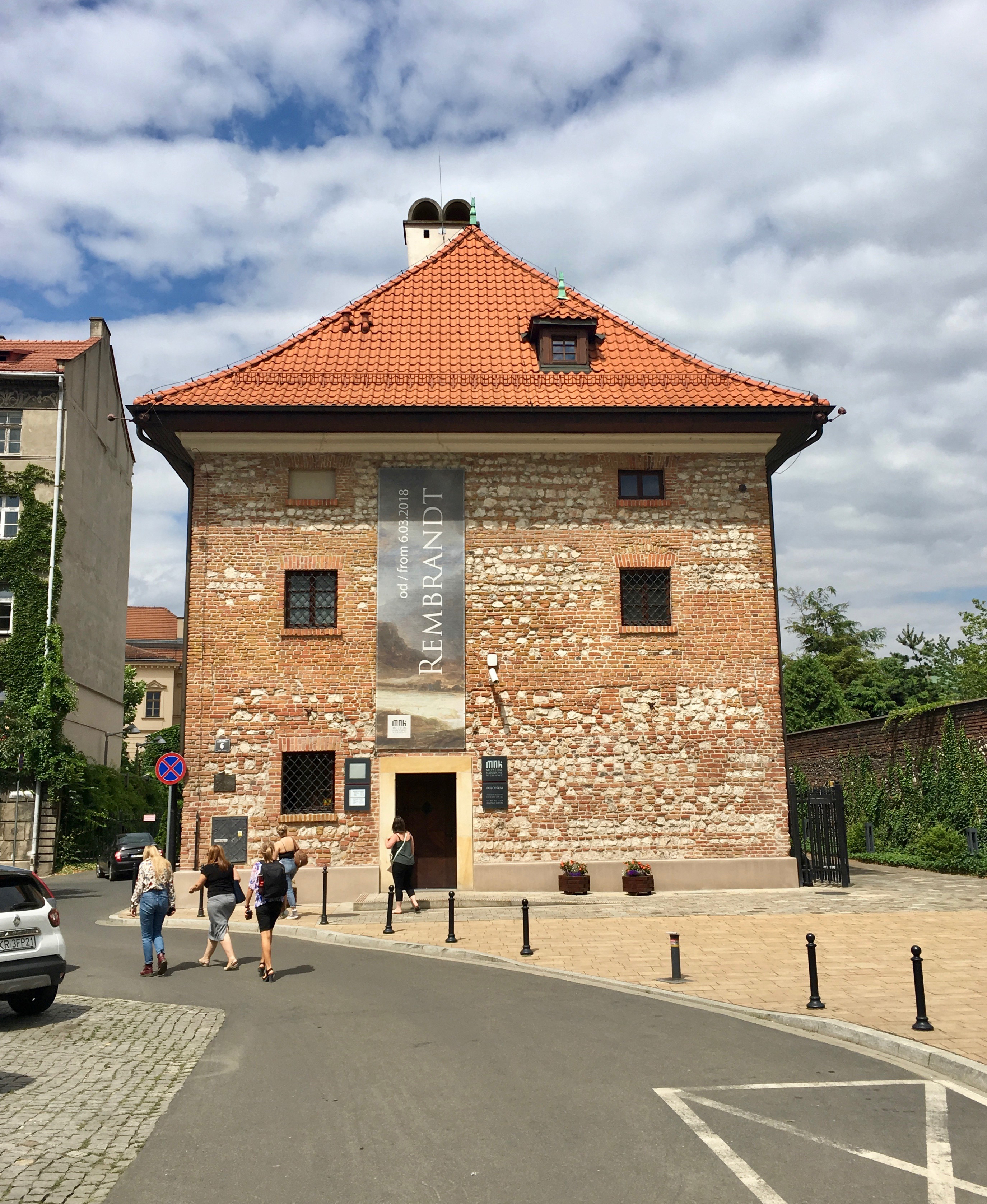
Bên ngoài của Bảo tàng

Trung tâm văn hóa châu Âu ở Krakow, Ba Lan là một bộ phận của Bảo tàng Quốc gia tại Kraków, là nơi để triễn lãm lâu dài về nghệ thuật châu Âu. Được đặt tòa nhà - được cải tạo lại từ một kho thóc từ thế kỷ 17, bảo tàng đã được mở cửa cho công chúng vào ngày 13 tháng 9 năm 2013.

## Lịch sử
Tòa nhà của bảo tàng, một kho thóc cũ từ thế kỷ 17, nằm ở Phố cổ của Kraków (Stare Miasto) gần với tu viện Capuchin. Sau Thế chiến II, nó trở thành tài sản của Bảo tàng Quốc gia và năm 1969 đã tổ chức một kho lưu trữ đồ nội thất.
Việc thành lập Trung tâm văn hóa Châu Âu (EUROPEUM) là một phần trong kế hoạch khôi phục lại khu vực xung quanh Quảng trường Sikorski và phù hợp với chính sách phân cấp không gian triển lãm của Bảo tàng Quốc gia mà nó đã có từ khi thành lập vào năm 1879. Ban đầu được lên kế hoạch như một bảo tàng nghệ thuật đương đại, mục đích cuối cùng của nó là kết quả của việc thiếu không gian triển lãm trong bảo tàng đã được cải tạo của Quỹ Princes Czartoryski ở phố Pijarska.
Từ năm 2008 đến 2013, tòa nhà đã trải qua các công trình cải tạo và tái thiết đáng kể bao gồm bảo tồn và cách nhiệt mặt tiền và nền móng, thay thế sàn nhà và mái nhà và hệ thống điện, nước nóng và nước thải mới. Các cơ sở đã được dọn sạch vỉa hè mới được đặt và một nhà gỗ của hàng trăm mảnh kiến trúc từ các tòa nhà cũ ở Kraków đã được tạo ra phía sau bảo tàng. Tổng chi phí cho các công trình trùng tu lên tới 9 triệu PLN, trong đó 4,7 triệu đến từ Quỹ quốc gia phục hồi các công trình và di tích lịch sử ở Krakow.

## Bộ sưu tập
Bảo tàng lưu giữ hơn 100 bức tranh và tác phẩm điêu khắc từ 7 thế kỷ lịch sử nghệ thuật châu Âu được thu thập từ khi thành lập Bảo tàng Quốc gia vào năm 1879 và nhận được chủ yếu thông qua quà tặng. Sau Thế chiến II, bảo tàng đã có được một số tác phẩm nghệ thuật nổi bật của các nghệ sĩ:
- Dirck van Baburen - Từ chối Saint Peter[6]
- Jean Bardin - Kleobis và Biton[7]
- Pieter Brueghel the Younger - Bài giảng của Saint. John the Baptist[8]
- Denis Calvaert - Phán quyết cuối cùng[9]
- Lucas Cranach młodszy - Chân dung Philipp Melanchthon
- Christian Wilhelm Ernst Dietrich - Chúa Kitô mười hai tuổi giảng dạy trong Đền thờ
- Lavinia Fontana - Judith với người đứng đầu Holofernes
- Luca Giordano - Thoát khỏi Ai Cập
- Jan Gossaert - Chúa Kitô của những nỗi buồn
- Jan van Goyen - Trên slide
- Pietro Longhi - Phong cách tu viện
- Lorenzo Lotto - Chầu của trẻ em
- Nicolaes Maes - Chân dung của một cậu bé với một cây cung và một con chó
- Alessandro Magnasco - Máy giặt và tiều phu
- Mattia Preti - Chơi súc sắc
- Bernardo Strozzi - Một cuộc tranh cãi giữa ba nhà thông thái
- Justus Sustermans - Chân dung của Franciszek Medici (1614-1634)[10]
- Bertel Thorvaldsen - Thủy ngân[11]
- Paolo Venezuela - đóng đinh
- Cornelis de Vos - Chân dung của một cậu bé với một con chó[12]